# Sven Jablonski
Sven Jablonski (Bremen, 13 april 1990) is een Duits voetbalscheidsrechter. Hij is in dienst van FIFA en UEFA sinds 2022. Ook leidt hij sinds 2017 wedstrijden in de Bundesliga.
Op 17 september 2017 leidde Jablonski zijn eerste wedstrijd in de Duitse hoogste divisie, toen Bayer Leverkusen met 4–0 won van SC Freiburg. Tijdens dit duel trok de scheidsrechter tweemaal de gele kaart. Zijn debuut in internationaal verband maakte de Duitser op 25 juli 2023 tijdens een wedstrijd tussen HJK Helsinki en Molde FK in de tweede voorronde van de UEFA Champions League; het eindigde in 1–0 en Jablonski gaf twee gele kaarten. Op 20 november 2023 leidde hij zijn eerste interland, toen Albanië met 0–0 gelijkspeelde tegen Faeröer. Tijdens dit duel kregen één Albanees en twee Faeröerders een gele kaart van de Duitse leidsman.

## Interlands
| Datum            | Plaats             | Wedstrijd            | Uitslag | Competitie             | Kreeg geel | Kreeg voor de tweede keer geel en dus rood | Weggestuurd |
| ---------------- | ------------------ | -------------------- | ------- | ---------------------- | ---------- | ------------------------------------------ | ----------- |
| 20 november 2023 | Tirana, Albanië    | Albanië – Faeröer    | 0 – 0   | EK 2024 kwalificatie   | 3          | 0                                          | 0           |
| 8 september 2024 | Solna, Zweden      | Zweden – Estland     | 3 – 0   | Nations League 2024/25 | 2          | 1                                          | 0           |
| 16 november 2024 | Nikšić, Montenegro | Montenegro – IJsland | 0 – 2   | Nations League 2024/25 | 7          | 0                                          | 0           |

Laatst bijgewerkt op 19 november 2024.